# Білокуракине (станція)
Білокура́кине — проміжна станція 5-го класу Лиманської дирекції Донецької залізниці на лінії Кіндрашівська-Нова — Граківка між станціями Старобільськ (35 км) та Солідарний (30 км). Розташована в смт Білокуракине Сватівського району Луганської області.

## Історія
Станція відкрита 1940 року.
З 30 травня 2016 року рух приміських поїздів відновлено, лінією Валуйки — Кіндрашівська-Нова розпочав курсувати приміський поїзд сполученням  Кіндрашівська-Нова — Лантратівка.